# Riham El Hour
Riham El Hour o Reham el-Hour (àrab: ريهام الهور, Rīhām al-Hūr; Kenitra, 8 de març de 1977) és una historietista, caricaturista, dibuixant de premsa i activista marroquina d'ascendència palestina. Va ser la primera dona a unir-se a la Unió de Caricaturistes Professionals Marroquins i és considerada unànimement la primera del país a exercir aquesta professió. La seva obra s'inspira en la tradició caricaturesca de l'Orient Mitjà i tendeix a girar entorn de qüestions socials, polítiques i econòmiques. A través de la seva obra reivindica la veu de les dones i denuncia les lleis que obliguen les dones a tenir hòmens per tutors legals quan són adultes.

## Vida primerenca
D'arrels palestines, va néixer al Marroc i va fer els primers dibuixos quan amb prou feines era un infant. De fet, acostumava a fer-ne dels seus professors i companys de classe. Quan va arribar a l'etapa universitària, no va triar la carrera de Belles Arts, sinó la de Literatura Àrab en la Facultat de Lletres de la Universitat Ibn Tofail de Kenitra. Mentrestant, però, no va perdre el contacte amb el dibuix ni amb les arts en general, perquè assistia a activitats culturals amb certa freqüència.

## Carrera
No va ser fins a l'any 2000, quan va guanyar un concurs de la UNESCO sobre protecció de patrimoni cultural, que es va poder dedicar de ple a aquesta passió tot dibuixant per a diaris. Llavors va descobrir la caricatura com a tal i va conèixer Larbi Sebbane, un dels caricaturistes històrics del Marroc, que la va encoratjar a treballar en aquest àmbit artístic.
Dos anys més tard, va participar en les jornades nacionals de caricatura marroquina, en què va destacar per ser l'única dona. El 2005 i el 2006, va rebre el premi d'honor en les dues primeres exposicions de Damasc, a Síria. El 2007, va representar el Marroc a l'exposició de Santomera, a Múrcia. El 2010, es va adherir a la «Syriacartoon family.»
El 2011, quan va néixer la Unió de Caricaturistes Professionals Marroquins, una organització creada «amb el fi de federar els dibuixants i crear un espai de diàleg i d'intercanvi, i el de defensar els caricaturistes censurats», no hi havia cap més dona.
De primeres publicava els seus treballs al diari Al-Alyyam i després va passar a fer-ho al local de Kenitra Al-Mintaqa. D'afegitó, va col·laborar amb algunes revistes adreçades a un públic marcadament femení, com ara Citadine i Likouli Nissae, fins que va arribar a formar part de Rissalat Alouma, de la Unió Constitucional a Casablanca, en el qual encara treballa. També exposa la seva obra públicament.

## Feminisme
La seva tasca en favor de les dones no ha estat escassa. Arran del fet que va néixer el Dia Internacional de la Dona, diu humorísticament que «va néixer feminista». Malgrat que en el seu camp de treball està tota sola, està convençuda que el seu art pot ajudar a canviar la visió que hom té de les dones al Marroc. Es decanta per l'empoderament més que per la victimització del seu col·lectiu. Entre d'altres coses, denuncia que per a haver de viatjar fora del país hagin de tenir el permís del marit o germà quan són legalment majors d'edat. En referència als drets de les dones, va organitzar el 2008 una exposició d'eslògan Problemes socials de les dones i el 2013, Dones del Marroc: presència i genialitat, en què reunia 100 retrats de marroquines en tots els aspectes de la societat.

## Reconeixements
A banda del premi de la UNESCO que va impulsar-ne la carrera, El Hour va ser destacada per la BBC el 2016 com una de les 100 dones més rellevants del món. En una entrevista posterior a aquesta fita, va explicar que el seu repte aleshores era treballar per a un mitjà de comunicació de gran audiència; amb tot, els trobava encara massa reacis a acceptar una dona com a caricaturista.